# Flamingo (DC Comics)
Flamingo (Eduardo Flamingo) es un supervillano que aparece en los cómics estadounidenses publicados por DC Comics, comúnmente como adversario de Batman.
El personaje apareció en la segunda temporada de Gotham, interpretado por Raúl Castillo.

## Historial de publicaciones
Flamingo apareció por primera vez en Batman #666 (julio de 2007) y fue creado por Grant Morrison y Frank Quitely.

## Biografía ficticia
Eduardo Flamingo es un asesino extravagante, sin emociones, insensible, que viste de rosa y tiene tendencia a comerse las caras de sus víctimas después de haberlas asesinado. Jason Todd (el segundo Robin, que se había convertido en Red Hood) ha reunido una defensa contra Flamingo, pero sufre heridas de bala en la cara y la rótula. Flamingo luego dirige su atención a la compañera de Red Hood, Scarlet. Flamingo luego tira de las costuras de la máscara de Scarlet antes de que ella lo corte con una de sus espadas. Sintiéndose responsable por la niña y su condición, Robin salta a la refriega para ayudar, pero recibe un disparo en la columna vertebral, paralizándolo de la cintura para abajo. Dick Grayson (que opera como Batman) le da una patada en la cara a Flamingo. Cuando Dick casi es arrojado por el costado del edificio, Jason usa una excavadora de construcción para levantar a Flamingo y depositarlo por el borde, enviándolo a caer en picado a la Tierra. El comisionado James Gordon luego le dice a Batman que el cuerpo de Flamingo nunca fue encontrado.
En 2011, "The New 52" reinició el universo de DC. Flamingo es visto por primera vez entre los reclusos malvados en Arkham Asylum. El se une a los reclusos y se lo ve atacando a Batman antes de que Joker (que en realidad era Nightwing disfrazado) aparezca para ayudar a Batman y la pareja trabaje junta para derrotar al grupo de reclusos alborotadores.
Durante la historia de "Forever Evil", Flamingo aparece como miembro de la Sociedad Secreta de Supervillanos.
Durante la historia de "Gothtopia", Flamingo ayuda a apoderarse de Arkham Asylum antes de ser derrotado por Batman.
Mientras Julia se burla de Batman por su fracaso romántico con Catwoman, él se distrae cuando la motocicleta de Flamingo pasa a su lado. Batman hace un giro en U apresurado y alcanza a su presa, lo atropella y envía al asesino volando de su motocicleta.El ha derribado a Flamingo y permite que el hombre se despierte en un cementerio. Batman observa a Flamingo levantarse y marcharse, para poder seguirlo de regreso a su empleador. En el camino, Flamingo recibe una invitación al asesinato inminente de Catwoman. Batman sigue a Flamingo hasta el Edificio Moffat, donde descubre las consecuencias del tiroteo. Dragos Ibanescu yace muerto y tanto Catwoman como Killer Croc están traumatizados por la muerte de Jade McKillen.
En Catwoman #60 (2023), él se le mostró coqueteando con un bailarín de ballet masculino.

## Poderes y habilidades
Flamingo no tiene poderes, pero es un hábil sicario, en excelente condición física. Maneja una variedad de armas, desde látigos de cadena hasta metralletas. También conduce una variedad de vehículos, siendo el más común una motocicleta rosa brillante.

## Otras versiones
- Una posible versión futura de Flamingo aparece en Batman #666 como enemigo de Damian Wayne / Batman.[9]
- Una variante de Eduardo Flamingo en un universo alternativo aparece en la serie limitada The Batman's Grave. Esta versión es un sicario de la mafia menos extravagante y aparentemente apuesto que intenta hacerse amigo de sus víctimas, fue lobotomizado por sus empleadores y luego es asesinado por un miembro del Ejército del Desprecio.[10]

## En otros medios
- Flamingo hace un cameo sin hablar en el episodio de Batman: The Brave and the Bold, "The Knights of Tomorrow!".
- Eduardo Flamingo aparece en el episodio de Gotham, "A Bitter Pill to Swallow",[11]interpretado por Raúl Castillo. Esta versión es un caníbal y asesino a sueldo que empuña púas y que ve el asesinato como una forma de arte.[12]